# فار کرای (فیلم)
فار کرای (به انگلیسی: Far Cry) یک فیلم اکشن آلمانی محصول سال ۲۰۰۸، و به کارگردانی اووه بول است که بر اساس بازی ویدئویی به همین نام ساخته شده‌است. از بازیگران آن می‌توان به تیل شوایگر، امانوئل ووگیر، مایکل پاری، کلینت هاوارد، کریگ فایربراس، اودو کیر و مایکل اکلند اشاره کرد.